# Mabel Frenyear
Mabel Frenyear (25. srpna 1880 Brooklyn – datum úmrtí neznámé) byla americká herečka a sboristka.

## Kariéra
Svou kariéru zahájila na Broadwayi, kde účinkovala v divadelních hrách jako The Girl in the Barracks (1899), The Stronger Sex (1908–1909), The Only Law (1909), Where There's a Will (1910), You Can Never Tell (1915), The Importance of Being Earnest (1921) a Montmartre (1922). Objevila se také v inscenacích The Wizard of Oz, Babes in Toyland, Father and the Boys (1910), The 'Mind-the-Paint' Girl (1912) , Nothing But the Truth (1916) a Kissing Time (1921). 
Pro svou roli sboristky ve hře The Only Law si Frenyear vyzkoušela zpívání ve sboru. Recenzent z Minnesoty v roce 1921 poznamenal, že Frenyear byla „opravdu hezká a svou roli hraje s elánem.“ Její divadelní práce však nebyla vždy takto ceněna; „Kdyby slečna Frenyear neječela své repliky nesrozumitelně,“ poznamenal jeden recenzent v roce 1915, „nejhorší nedostatek inscenace by byl odstraněn.“ 
Kromě divadelní herečky se Frenyear objevila v němých filmech: A Fool There Was (1915) s Thedou Bara, v komedii Tit for Tat (1915) a ve filmu Social Quicksands (1918), který napsala Katharine Kavanaugh. Během své první cesty do Los Angeles v roce 1914 se dostala na titulní stránky novin, když kritizovala módu místních žen. „Jižní Kalifornie je pro mě říše divů, ale ty ženy v Los Angeles, ach, ty se oblékají tak strašně,“ prohlásila.

## Osobní život
Mabel Frenyear se narodila Edwardu L. Frenyearovi a Evě Tollman. Provdala se třikrát:
- Poprvé si 17. února 1900 vzala Edwarda F. Dunna. Žila s ním pouhých osm týdnů, než prodal všechny její šperky a prohýřil výtěžek; rozvedli se v roce 1904.[17]
- Krátce na to, 22. prosince 1904 se provdala za Thomase R. Finucana v Chicagu. Jejich manželství bylo téměř okamžitě anulováno, protože oba přiznali, že se „brali v opilosti.“[18] V roce 1911 se spekulovalo o jejím sňatku s hereckým kolegou Ralphem Kellardem, ale oba se „pouhé myšlence smáli.“[19]
- Třetímu manželovi, Harrymu Youngovi, řekla ano 27. dubna 1940 v Chicagu.

Datum úmrtí Mabel Frenyear není známo.